# Almedinilla
Almedinilla – gmina w Hiszpanii, w prowincji Kordoba, w Andaluzji, o powierzchni 55,52 km². W 2011 roku gmina liczyła 2523 mieszkańców.